# Noël Doiron
Pour les articles homonymes, voir Doiron.

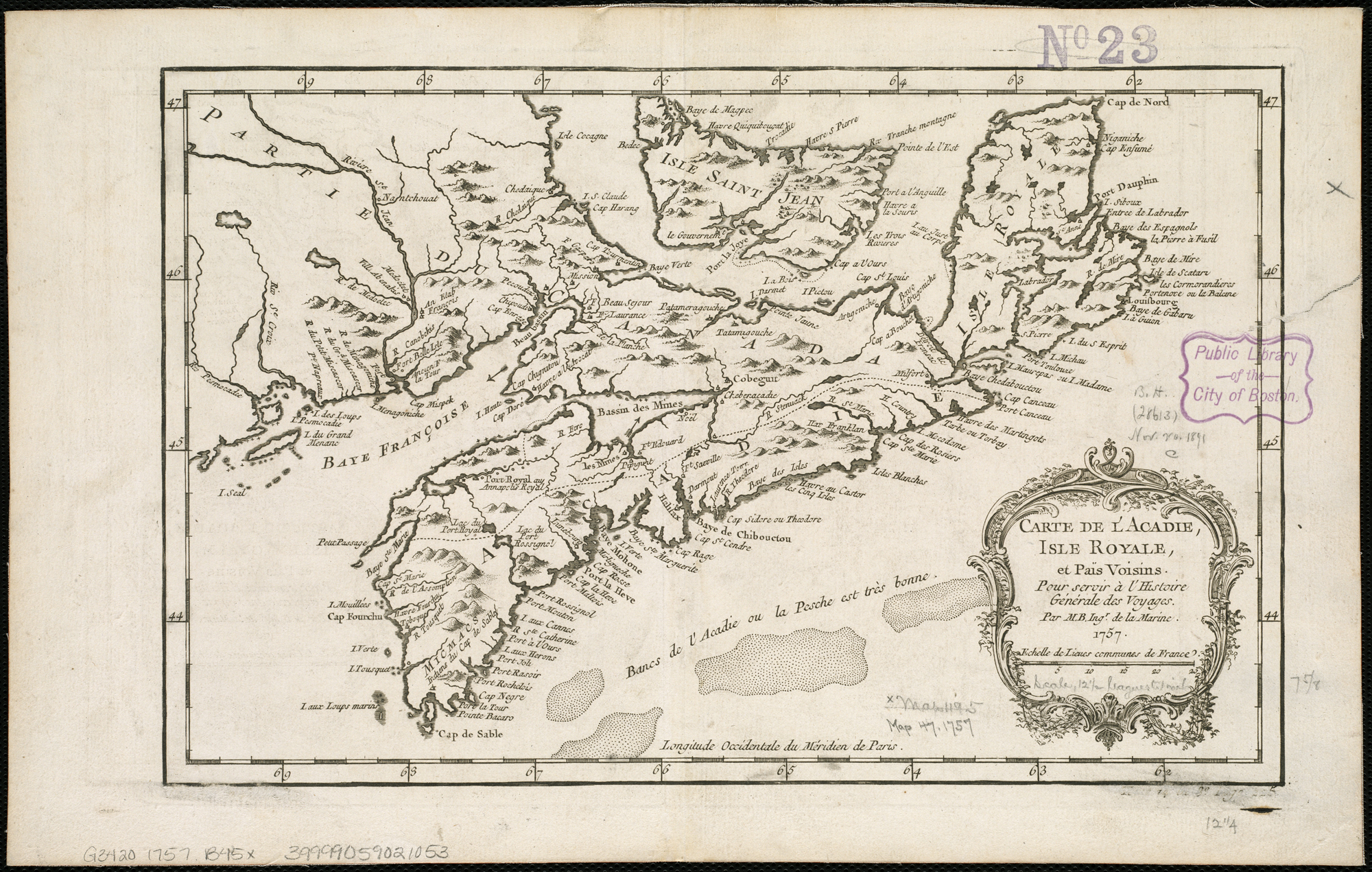
Le village de Noël au centre de la carte de l'Acadie de 1757 situé sur la rive Sud du bassin des Mines.

Noël Doiron, né en 1684 et mort le 13 décembre 1758, est un chef acadien, célèbre pour ses décisions lors de la Déportation des Acadiens. Doiron est déporté sur un navire appelé le Duke William en 1758. Le naufrage du Duke William est une des pires catastrophes maritimes de l'histoire canadienne.  Le capitaine du Duke William, William Nichols, décrit Noël Doiron comme le chef prisonnier du vaisseau, et il est révéré par tous les Acadiens de Isle Saint-Jean. Pour son acte noble et sa résignation face à la mort à bord du navire britannique le Duke William, Noël est acclamé dans des écrits au XIXe siècle en Angleterre et en Amérique,,. À la mémoire de Noël Doiron, on nomma des villages en Nouvelle-Écosse, Noël, Noël Shore, East Noël, Noël Road et North Noël Road.

## Biographie

### Emprisonnement à Boston

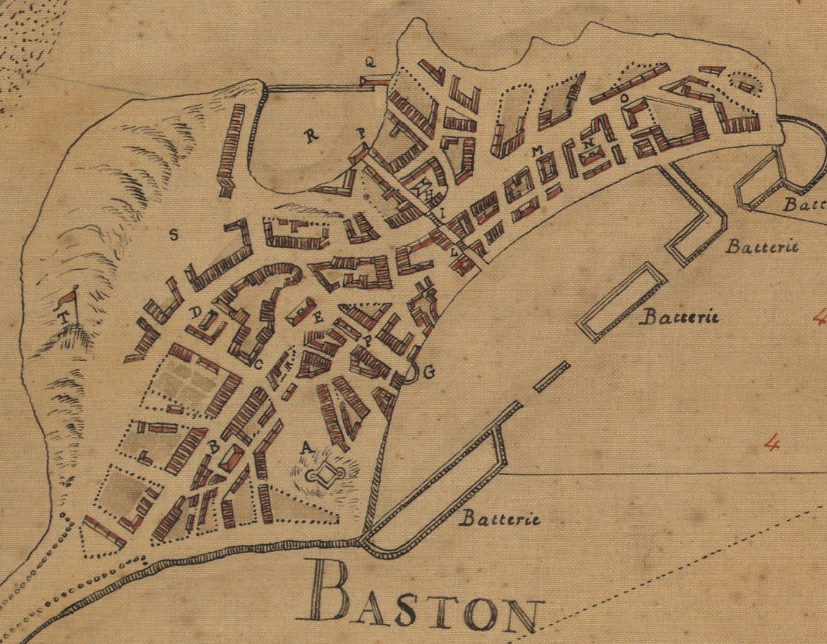
Carte de Boston en 1693, quelques années avant l'arrivée forcée de Noël Doiron et sa famille.

Noël Doiron est né à Port-Royal, mais a vécu toute son enfance dans la paroisse de Sainte-Famille à Pisiguit. Durant la deuxième guerre intercoloniale en juin de l'an 1704, à l'âge de vingt ans, il est fait prisonnier par Benjamin Church. Church venait de Boston, et brûle toutes les maisons acadiennes lors de l'incursion contre Grand-Pré, Pisiguit et Beaubassin. Lorsque Church retourne en Nouvelle-Angleterre, il se vante de n'avoir laissé que cinq demeures debout dans toute l'Acadie.
Benjamin Church transporte près de cent prisonniers acadiens vers Boston avec Noël Doiron et sa future femme, Marie-Henri. Ils sont exilés sur une île appelée Fort Hill. Le premier groupe d'Acadiens à y être retourné ne peut le faire qu'en 1705. Noël et Marie Doiron ne sont remis en liberté que lorsque le capitaine français Pierre Maisonnat dit « Baptiste » est relâché. Après deux années d'exil, Noël Doiron et les autres Acadiens peuvent finalement retourner en Acadie avec Pierre Maisonnat. Ils arrivent à Port Royal le 18 septembre 1706. Trois jours après leur arrivée, Noël et Marie ont leur premier enfant, qui naquit lors de leur emprisonnement à Boston.[Quoi ?] Il est baptisé à Port-Royal. Le mariage s'ensuit.

### La vie à Villa Noël en Acadie

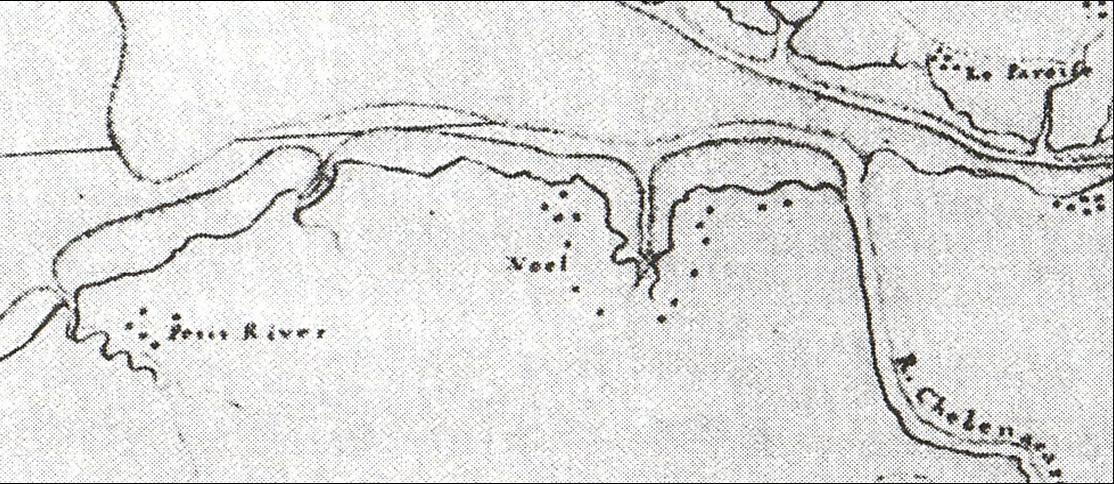
Carte de la côte d'Acadie autour du village de Noël.

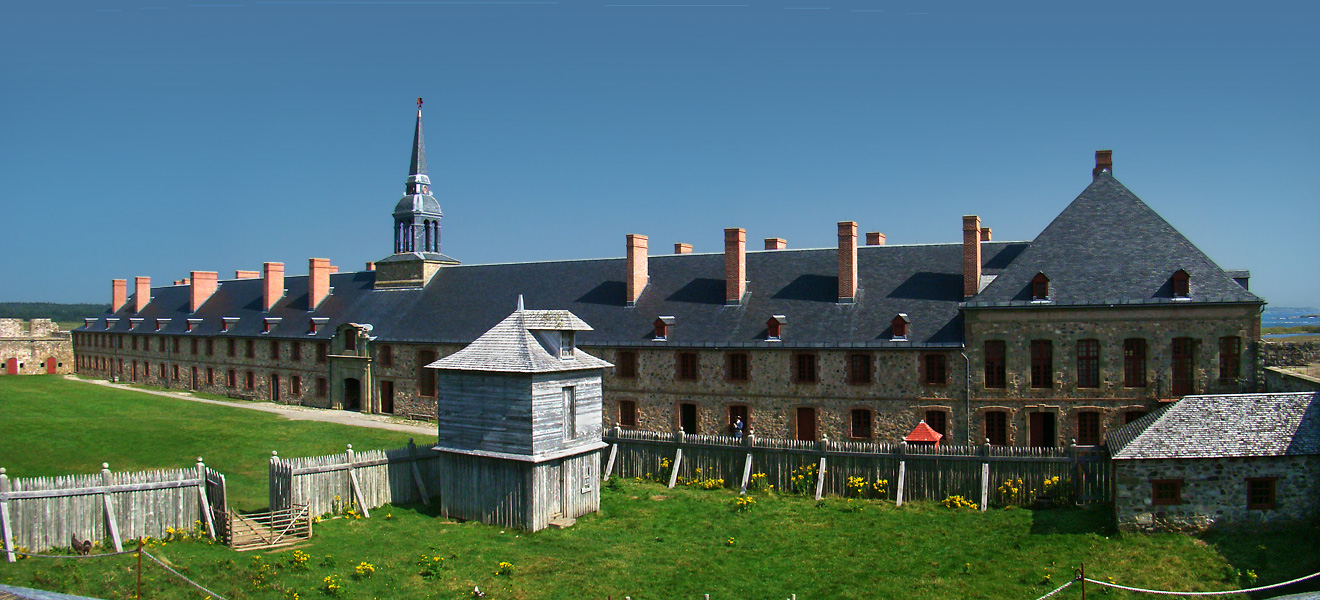
Forteresse de Louisbourg.

Louisbourg dépendait des agriculteurs comme Noël Doiron pour son approvisionnement. Vers 1714, Doiron et sa famille s'établissent à Noël en Acadie (Nouvelle-Écosse). La famille Doiron a cinq fils et trois filles. Un fils est mort à Villa Noël avant 1746. Ses trois filles se marient et quittent le village, alors que leurs fils se marient, mais ils restent avec leurs parents. Noël a vécu dans le village pendant quarante ans. Durant ce temps, sa famille et lui construisent des aboiteaux, qui servent encore aujourd'hui dans la communauté, ainsi qu'une chapelle. Comme la plupart des Acadiens dans la région de Cobéquid, Noël était probablement un éleveur de bœufs pour le commerce avec Louisbourg.

### Exode
Au printemps de 1750, Noël Doiron et les résidents de Noël suivirent Jean-Louis Le Loutre, qui partit de Cobéquid et émigre à Pointe Prime, Isle Saint-Jean. Noël Doiron est suivi par d'autres acadiens tout le long de la mer.  
Noël Doiron et des Acadiens se joignent à d'autres Acadiens de Cobéquid pour sortir de la partie de l'Acadie occupée par les Britanniques 
Après l'établissement d'Halifax (1749), les Acadiens voulaient quitter Cobéquid pour plusieurs raisons : ils avaient peur d'être déportés dans d'autres colonies obscures; la perte de leurs droits civils; de l'intolérance religieuse; et l'hostilité des aborigènes. Noël Doiron partit malgré le fait que les Britanniques avaient imposé des restrictions aux déplacements des Acadiens. Il était interdit de voyager en dehors de la Nouvelle-Écosse. Il y avait des barrages d'ériger. Le voyage par bateau devenu impossible, car les navires acadiens avaient été saisis par la Couronne en quittant le Bassin des Mines.  Le voyage par route était prohibé, et des groupes de soldats britanniques avaient été envoyés dans tout le Bassin des Mines pour renforcer la prohibition. Aussi, les réunions publiques étaient interdites et toutes les armes à feu étaient confisquées.
Les Acadiens risquaient aussi leurs vies en quittant la Nouvelle-Écosse, parce qu'ils avaient peur de perdre leur religion.  Peu avant que les habitants de la Baie Noël émigrèrent sur l'Isle Saint-Jean, leur prêtre, Jacques Girard, est arrêté et conduit à Halifax. En réplique, les habitants de leur paroisse avaient demandé de l'aide aux Acadiens qui demeuraient à Beaubassin.
Bien que beaucoup d'Acadiens voulaient quitter la Nouvelle-Écosse, il y en avait qui ne le voulaient pas. Quelques Acadiens furent forcés à quitter l'endroit pour la couronne française et leur allié amérindien.  Ceux qui refusèrent de quitter furent menacés par la violence. En janvier 1750, les force amérindiennes ordonnèrent aux Acadiens de Cobéquid de ne pas dépasser ouest à la rivière Chebenacadi sur menace de mort. Les Acadiens ont été prévenus que s'ils refusaient d'émigrer, leurs maisons seraient vandalisées et leurs femmes et enfants seraient enlevés et massacrés devant leurs yeux. Le Gouverneur français de l'Isle Saint-Jean reçut des centaines d'Acadiens de 1749 à 1752. Les Acadiens de Cobéquid notèrent « Ils quittèrent leurs demeures avec un grand regret, et commencèrent à quitter seulement par les menaces des amérindiens de partir ».  En même temps, le 30 avril 1750, Cornwallis écrit au seigneur du Commerce : « Les habitants de Cobéquid se retirent de la Province, ils sont menacés par un massacre général par La Corne [le haut gradé militaire pour les Français en Acadie] et Loutre ».

#### La vie sur l'Isle Saint-Jean

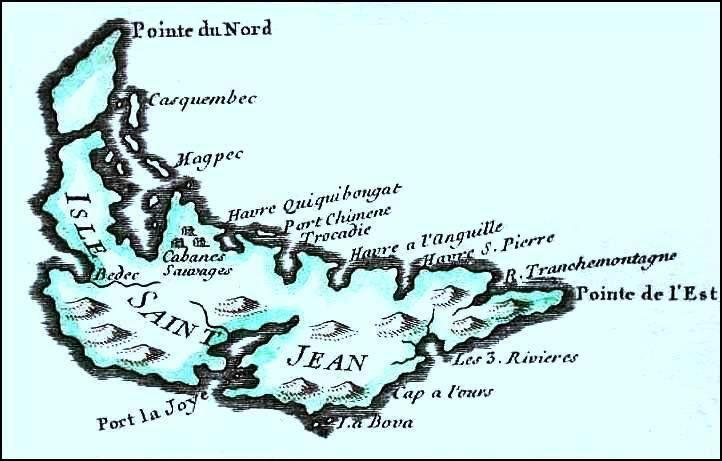
Carte de l'Isle Saint-Jean, 1784

Noël et Marie Doiron ont été huit ans à Pointe Prime, Isle Saint-Jean. La vie était très difficile. L'été avant que les habitants de la baie de Noël arrivent, une prolifération de souris avait détruit la récolte sur l'île.  Le printemps suivant, une plaie de lotus apparut, et l'été suivant, une sécheresse détruisit les récoltes.  Les pénuries de nourriture causèrent beaucoup de maux de tête au gouvernement français, qui demanda aux Acadiens d'arrêter de pêcher, et de se concentrer sur la culture du blé et d'autres denrées, ce dont les soldats de Louisbourg avaient également besoin. Face à une grande pénurie alimentaire, les autorités de l'Isle Saint-Jean demandèrent de l'aide à Louisbourg, Québec, et à la France. Deux années plus tard, la déportation de 1755 vit beaucoup d'Acadiens fuir pour l'Isle Saint-Jean. Un an après, la famine continua sur l'Isle Saint-Jean, et les autorités transférèrent les familles à Québec.  Cette année marqua la mort d'une des belles-filles de Noël à Pointe Prime.
En 1752, les résidents de la baie de Noël furent rejoints à Pointe Prime par leur ancien curé, Jacques Girard. Deux années auparavant, en mars 1750, lorsque le Gouverneur Edward Cornwallis arrêta Girard, il le confina à la maison du gouverneur à Halifax. Girard était inculpé pour avoir donné de l'aide à la couronne française. Après avoir prêté serment à Cornwallis, qu'il ne retournerait pas à Cobéquid, Girard fut réassigné à Pisiguit. Il assuma ses devoirs de prêtre jusqu'à ce qu'il fût secouru par les forces loyales à la couronne française, et transporté à Point Prime sur l'Isle Saint-Jean. 
Le 27 octobre 1753, Girard écrit que la situation n'avait pas changé. Malgré les privations, les habitants de Pointe Prime furent capables de construire leur église et le presbytère à leurs frais.

#### Déportation et la mort
En 1758, plusieurs problèmes affectent Noël Doiron et les gens de la communauté de Pointe Prime. Louisbourg tombe aux mains des Britanniques le 26 juillet et après deux semaines, l'ordre de déportation est donné aux Acadiens de l'Isle Saint-Jean. Les autorités britanniques ont abandonné leur initiative d'assimiler les Acadiens dans les treize colonies britanniques, et voulaient qu'ils retournent en France. Près de 4 600 Acadiens vivaient sur l'Isle Saint-Jean : un tiers est déporté en France, un tiers échappe aux Britanniques, et le dernier tiers meurt en route vers la France.   
Le 20 octobre, 1758, Noël Doiron et la plupart des habitants de la Baie de Noël sont déportés de l'Isle Saint-Jean sur le navire Duke William pour la France. Le commandant William Nichols écrit que lors du voyage de son navire le Duke William, le bateau se met à couler le cinquième jour après le départ pour la France. L'écoulement est bouché après cinq jours ; cependant, le 11 décembre, un bris plus sérieux est découvert, compromettant l'achèvement du voyage. Le lendemain, les Acadiens à bord du Duke William sont témoins du naufrage du Violet avec 300 Acadiens à bord.  
Le 13 décembre, deux navires s'approchent du Duke William. Croyant être délivré, Noël prend le capitaine dans ses bras et pleure de joie. Les deux navires refusent de porter secours et continuent leurs chemins. Dans les écrits de Nichols, Noël donne une dernière accolade, et recommande que le capitaine et ses marins quittent le navire pour sauver leurs vies, malgré le fait qu'il n'y avait pas de place pour les pauvres Acadiens. Deux bateaux de sauvetage sont mis à l'eau, et seuls le capitaine, son équipage, et le curé peuvent aller à bord.
Le départ par bateaux de sauvetage n'était point sans incident, car Nichols écrit que Doiron avait réprimandé un Acadien pour avoir tenté d'embarquer dans un des bateaux sans sa femme et ses enfants. Lors de leur dernière rencontre avec leur curé, le prêtre donne la bénédiction aux Acadiens et salue Noël Doiron. Noël le laisse embarquer sur un des bateaux de sauvetage pour rejoindre les autres Acadiens en France, et leur donner sa version des faits. Le capitaine Nichols note que Doiron et les autres Acadiens, dans leurs derniers moments, s'étaient comportés avec bravoure et beaucoup de courage. Le capitaine écrit que lui et Noël se quittent avec tristesse. Les Britanniques quittent après que le navire coule dans la noirceur. 
Le capitaine Nichols écrivit que « moi et mes hommes se sont mis à la vue du bateau pendant une demi-heure, et nous regardions leurs pleurs et leurs gestes d'adieu, cela a failli briser nos cœurs » […] « Le navire a ensuite sombré, et lorsqu'il coula, son pont explosa avec un coup de tonnerre ». Le Duke William coule à 20 ligues de la côte de France dans la Manche, un peu après 16 heures le 13 décembre 1758. Noël Doiron meurt à bord du bateau avec sa femme, ses cinq enfants, et plus de 30 petits-enfants.